# Simone II Ventimiglia
Simone Ventimiglia Moncada, marchese di Geraci (1529 – Castelbuono, 14 settembre 1560), è stato un nobile, politico e militare italiano, al servizio del Regno di Sicilia.

## Biografia
Nacque intorno al 1529 da Giovanni, VI marchese di Geraci, e dalla spagnola Isabel de Moncada y La Grua dei conti di Aitona. Nell'agosto 1552 sposò Maria Antonia Ventimiglia Alliata (1540-tra il 6 e il 16 gennaio 1585), figlia di Guglielmo, barone di Ciminna e di Sperlinga, da cui ebbe tre figli.
Succedette al padre nei titoli e nei feudi di famiglia nel 1548, su disposizione del medesimo che glieli donò ancora in vita. Il 23 marzo 1549 fu nominato capitano d'armi a guerra e vicario per il Val Demone con potere di mero e misto impero, con il compito di "coordinare le milizie dell'intero Valle".
Il Marchese Simone fu il patrono e protettore, dal 1550, del giovane Alessandro de' Franceschi, a lui affidatogli da Ignazio di Loyola. Il Franceschi, teologo tomista, predicatore e diplomatico, raggiunse la carica di procuratore e vicario dell'Ordine dei Frati Predicatori. Soggiornò per lunghi periodi a Bruxelles, a Londra e a Mantova, viaggi che lo misero a contatto con numerosi dotti, e lo stesso Ventimiglia era ritenuto un uomo dotto: il medico Gianfilippo Ingrassia lo considerava «ingegnosissimo, non men che dottissimo e assai curioso», il letterato Filippo Paruta lo inserì al primo posto tra i poeti siciliani del suo tempo e anche Antonino Mongitore ne apprezzò le doti poetiche, associate a quelle militari.Inoltre fu allievo, oltre che amico e mecenate, dello scienziato messinese Francesco Maurolico, nominandolo anche abate del monastero di Santa Maria del Parto a Castelbuono nel 1550.
Il 13 luglio 1551, la marina turca, composta da 105 galee e 30 navi da guerra, attraversò lo Stretto di Messina. Il viceré di Sicilia, Juan de Vega, ritenuto che la città fosse sicura, si preoccupò di rafforzare la difesa dei porti di Siracusa e di Augusta, ed ordinò per questo al Marchese di Geraci, a capo di un contingente di 700 cavalieri, di stanziarsi nella Piana di Catania, per essere più vicino ai centri minacciati. Augusta venne assediata per due giorni dai Turchi ed occupata, e l'esercito del Ventimiglia andò in soccorso della città, cacciò il nemico, e tentò l'assalto all'isola di Malta, dove furono uccisi 200 soldati nemici. Dopo questa impresa militare, nel mese di novembre, fu dichiarato Stratigoto di Messina, dove fu ben accolto dai cittadini, e ricoprì detta carica fino al 13 gennaio 1554. 
Nell'agosto 1557 partecipò come generale di cavalleria alla vittoriosa battaglia di San Quintino contro i Francesi, combattendo valorosamente.
La situazione finanziaria del Marchese Simone era assai critica, e tra il 1555 e il 1559 vendette il feudo di Macellaro con patto di riscatto per la somma di 3 000 onze, come i feudi di San Mauro (con Mallia, Colombo, Gallina e Sademi) per la somma di 1640.27.10 onze, i feudi di Bonanotte, Cirrito, Ciambra, Palminteri e Cirritello con patto di riscatto per la somma complessiva di 1660 onze.
Morì a Castelbuono il 14 settembre 1560 a soli 31 anni, a causa della febbre terzana.  Alla sua morte lasciò la moglie e i due figlioletti (la primogenita Lucrezia era morta in tenera età nel 1557) Giovanni (1559-1619) e Giulia (?-settembre 1560) sull'orlo del crollo finanziario, perché il suo patrimonio feudale era in gran parte ipotecato e le rendite future già impegnate, mentre i creditori non pagati minacciavano il ricorso ad azioni legali.